# Marie Sanlaville
Brigitte Marie Sanlaville, née le 8 septembre 1847 à Paris et morte le 14 avril 1930 à Paris 11e est une première danseuse de l'Opéra de Paris particulièrement connue pour son association avec Edgar Degas qui l'a souvent peinte et lui a dédicacé un sonnet.

## Biographie
Au cours de sa carrière qui se déroule entre les années 1864 et 1889, Marie Sanlaville est promue première danseuse à l'Opéra de Paris. Elle a pour spécialité les rôles masculins en travesti, ce qui est commun à l'époque, spécialité dans laquelle elle succède à Eugénie Fiocre. Elle danse fréquemment avec Rosita Mauri. Elle est décrite par un contemporain comme l'une des artistes les plus charmantes et spirituelles et un autre note qu'elle pourrait danser un rôle après une seule répétition. Parmi ses rôles principaux figurent le gobelin Zail dans La Source (Léo Delibes, 1866), Eros dans Sylvia (Delibes, 1876), Pepio dans Les Deux Pigeons (André Messager, 1886), Arlequin Senior dans Les Jumeaux de Bergame (Théodore Lajarte, 1886).
Elle est très étroitement liée aux artistes de l'époque. Elle est notamment la maîtresse du peintre américain Julius LeBlanc Stewart et plus tard du comte Ludovic-Napoléon Lepic, artiste à la frontière de l'Impressionnisme ami d'Edgar Degas, dont elle prend soin au cours de sa dernière maladie. 
Degas réalise sept croquis de la répétition des Jumeaux de Bergame en 1885. De cette même session il tire la sculpture Étude pour une danseuse en Arlequin, précédemment connue comme Danseuse frottant son genou et conservée au musée d'Orsay. Le personnage sur le pastel porte le costume d'Arlequin et un bâton dans sa main droite. Degas représente le moment où la danseuse dans le rôle d'Arlequin Senior, debout avec ses pieds placés en quatrième position, est sur le point de mimer sa surprise à la découverte de la personne dissimulée dans un sac qu'elle vient d'attaquer et qui n'est autre que son frère, Arlequin Junior.
Au cours de ces mêmes répétitions, Degas écrit l'un des sonnets qu'il consacre à Marie Sanlaville : 
Tout ce que le beau mot de pantomime dit,

Et tout ce que la langue agile, mensongère,

Du ballet dit à ceux qui percent le mystère

Des mouvements d'un corps éloquent et sans bruit,

Qui s'entêtent à voir dans la femme qui fuit,

Incessante, fardée, arlequine, sévère,

Glisser la trace de leur âme passagère,

Plus vive qu'une page admirable qu'on lit,

Tout, et le dessin plein de la grâce savante,

Une danseuse l'a, lasse comme Atalante :

Tradition sereine, impénétrable aux fous.

Sous le bois méconnu, votre art infini veille :

Par le doute et l'oubli d'un pas, je songe à vous,

Et vous venez tirer d'un vieux faune l'oreille.
Dans ce poème complexe, Degas fait référence à quelques-uns des anciens rôles de Marie, comme ceux d'Eros et d'Arlequin. Mais il participe aussi de la théorie de Stéphane Mallarmé sur le rôle du danseur, notamment dans l'essai Ballets (1888) qui paraît à l'époque où Degas écrit. La dernière ligne se réfère au rôle du faune dans L'Après-midi d'un faune de Mallarmé.
Marie Sanlaville survit longtemps à ses amis et admirateurs. Le 21 octobre 1897, elle épouse le peintre et dramaturge Jean-Georges Vibert,, décédé en 1902, et est enterrée avec lui au cimetière du Père-Lachaise (4e division), à sa mort en 1930. Sa fille Marguerite-Marie Sanlaville (1869 -1912), artiste dramatique et professeur de diction, est enterrée dans la même tombe.

## Articles connexes

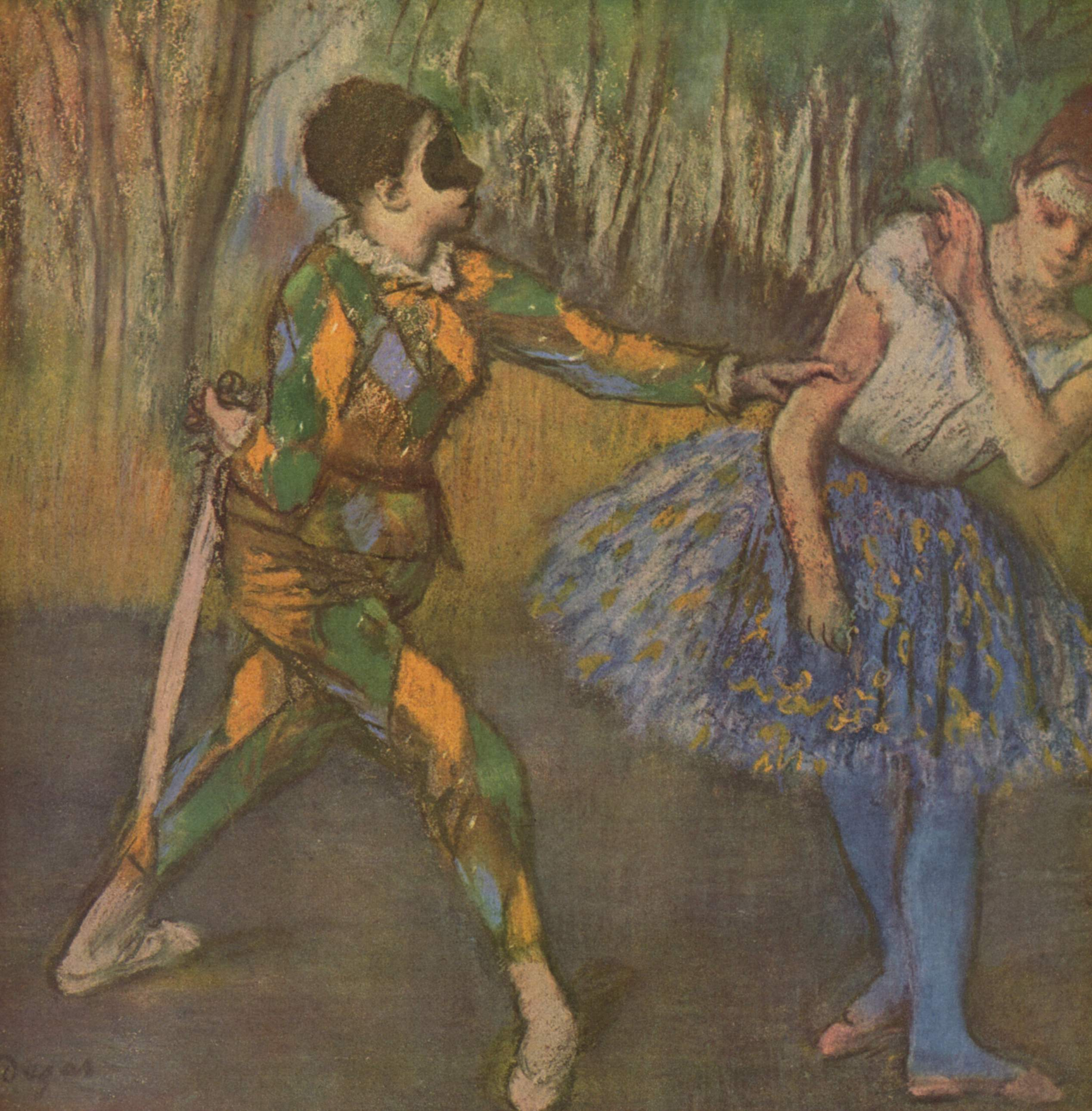
Edgar Degas, Arlequin et Colombine, pastel (Galerie autrichienne du Belvédère, vers 1884)
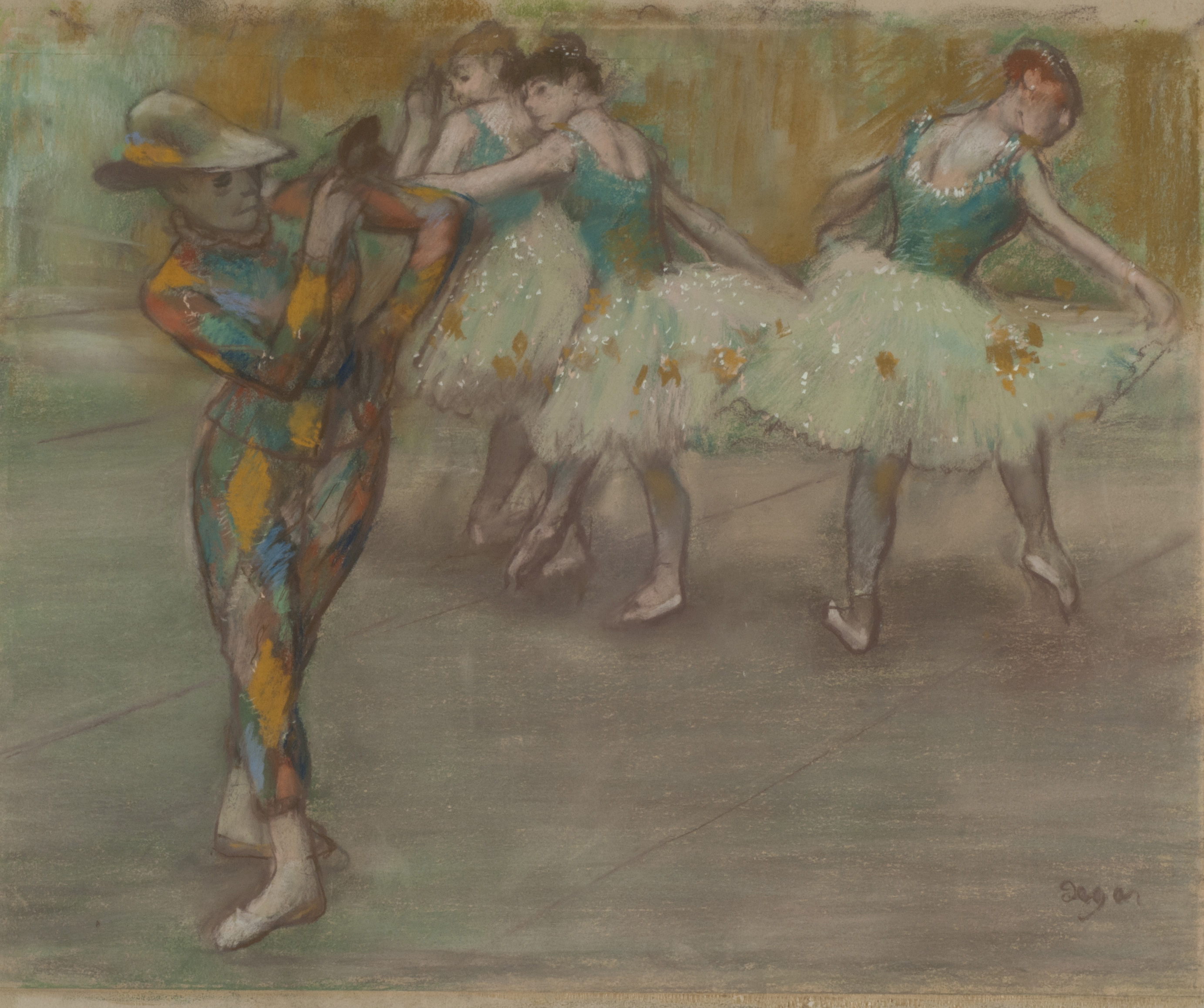
Edgar Degas, La Danse d'Arlequin, pastel (musée national des beaux-arts d'Argentine, vers 1890)